# Back in the High Life Again (Beverly Hills, 90210)
Back in the High Life Again is de negentiende aflevering van het derde seizoen van het tienerdrama Beverly Hills, 90210, die voor het eerst werd uitgezonden op 27 januari 1993.

## Verhaal
Dylans vader Jack wordt vrijgelaten van de gevangenis en probeert een band met zijn zoon op te bouwen. Dit blijkt hij alleen te doen om het geld dat Dylan binnenkort zal krijgen van zijn moeder. Hij is dit van plan om te gebruiken voor illegale praktijken. Dylan heeft echter niets door en richt zich vooral op de relatie met zijn vader.
Omdat hij is vreemdgegaan, zet Jackie haar man onmiddellijk uit huis en vraagt een scheiding aan. David vindt het geweldig om bij Kelly en Jackie te wonen, waardoor hij begint te aarzelen of hij wel met zijn vader mee wil gaan. Hij kiest uiteindelijk voor Kelly en Jackie en zij ontvangen hem met open armen. Ondertussen raakt Brandon steeds meer verslaafd aan gokken en begint zijn geld dat bedoeld is voor zijn studie te gebruiken.
Andrea wil haar uiterlijk veranderen en besluit een make-over te nemen. Met de steun van Steve verft ze haar haar rood en ruilt ze haar bril in voor contactlenzen. Niemand heeft echter door dat ze ook maar iets veranderd heeft. Dylan besluit voor Kelly te kiezen. Ze duwen Brenda opnieuw van zich weg als ze toegeven een affaire met elkaar te hebben gehad toen zij in Parijs was.

## Rolverdeling
- Jason Priestley - Brandon Walsh
- Shannen Doherty - Brenda Walsh
- Jennie Garth - Kelly Taylor
- Ian Ziering - Steve Sanders
- Gabrielle Carteris - Andrea Zuckerman
- Luke Perry - Dylan McKay
- Brian Austin Green - David Silver
- Tori Spelling - Donna Martin
- Carol Potter - Cindy Walsh
- James Eckhouse - Jim Walsh
- Ann Gillespie - Jackie Taylor
- Matthew Laurance - Mel Silver
- Josh Taylor - Jack McKay
- Valerie Wildman - Christine Pettit
- Joe E. Tata - Nat Bussichio
- Ron Harper - Mickey Garwood
- Chi Moui Lo - James